# سفر (فیلم ۱۳۷۳)
سفر فیلمی به کارگردانی علیرضا رئیسیان و نویسندگی عباس کیارستمی محصول سال ۱۳۷۳ است.

## خلاصه داستان
در یک شب بارانی، زمانی که دشمن تهران را موشکباران می‌کرد، خانواده ای (فرهاد صبوری، همسر تازه‌اش «پری» پدر پیر و دو فرزندش) در جستجوی محل خاصی، از تهران خارج می‌شوند. حین جستجو حادثه ای پیش می‌آید و «فرهاد» مرد خانواده، طی تصادف باعث مرگ گروهی می‌شود. صبح روز بعد «فرهاد» درمی یابد که محل تصادف همان محلی بوده است که دنبالش بوده‌اند…